# Burgus Visegrád-Lepence

Der Limes Pannonicus am Pilisgebirge

Der Burgus Visegrád-Lepence ist ein kleiner römischer Militärstandort, der sowohl für die Kontrolle eines Abschnitts des pannonischen Donaulimes als auch für den geregelten Verkehr auf der angrenzenden Heer- und Handelsstraße zuständig war. Nach einem bereits für das späte 2. oder frühe 3. Jahrhundert n. Chr. bekannten Wachturm (Burgus Solva 23) entstand in dessen Nähe im fortgeschrittenen 4. Jahrhundert n. Chr. ein neuer, besonders massiver Burgus (Burgus Solva 35). Die in ihrer umfassendsten Ausbauphase mit einem dichten Netz weiterer Militärstationen gesicherte Grenzlinie sicherte in dem hier behandelten Abschnitt die pannonischen Provinzen zum gegenüberliegenden Flussufer ab, an dem der germanische Stamm der Quaden siedelte. Die ergrabenen und gesicherten Baureste des Burgus befinden sich nahe der Donau im Südwesten des rund 1,5 Kilometer entfernten historischen Zentrums der Stadt Visegrád im nordungarischen Komitat Pest.

## Lage

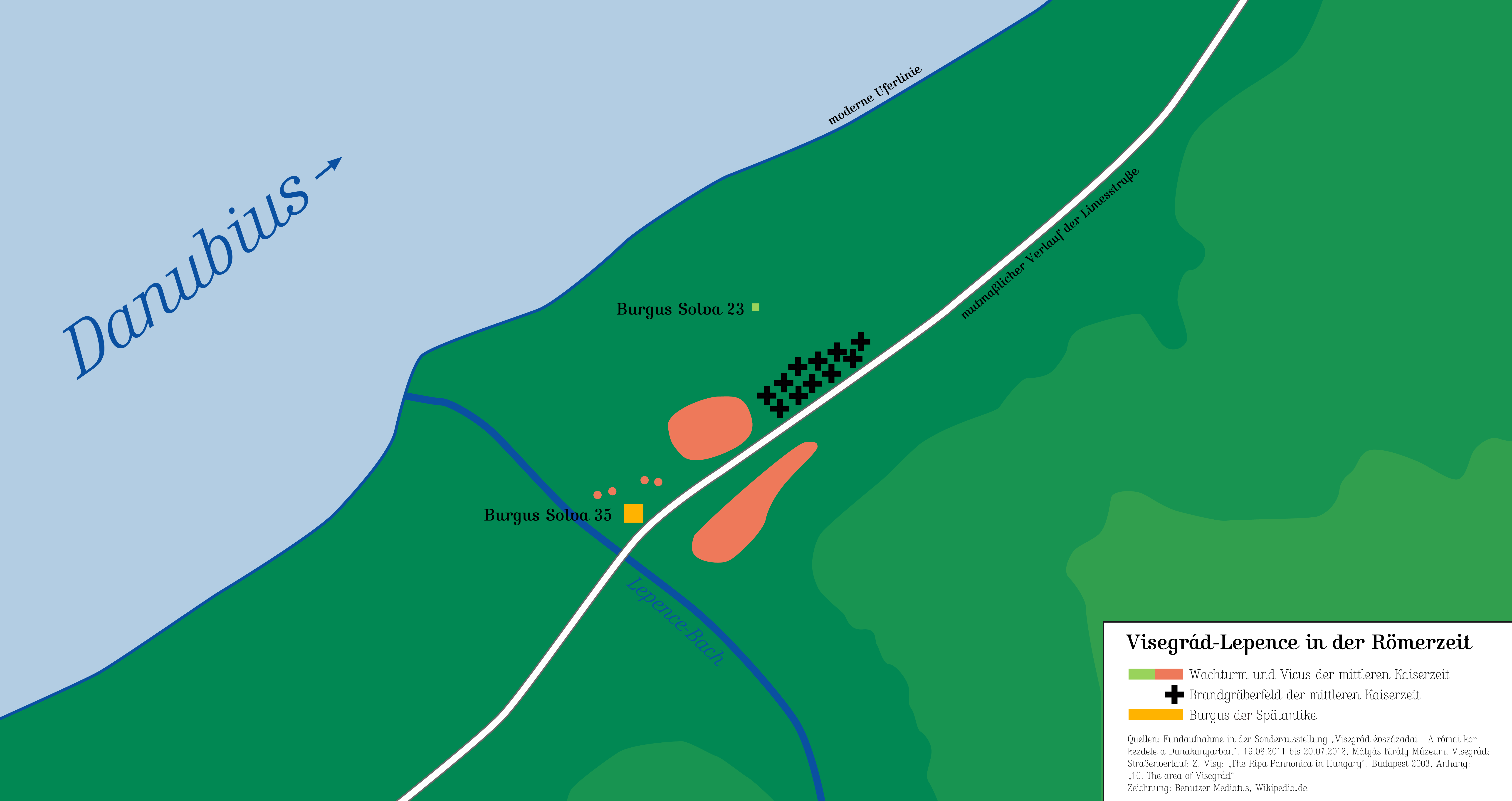
Visegrád-Lepence in der Römerzeit

Sowohl der mittelkaiserzeitliche Wachturm als auch der Burgus wurden als Teil des engmaschigen Sicherungssystems in Unterhanglage am Donauknie errichtet. Von den beiden versetzt zueinander erbauten Standorten ließ sich der Verkehr auf dem Fluss sowie entlang der Limesstraße beobachten. Auch das durch römische Patrouillen kontrollierte Grenzland am gegenüberliegenden Ufer stand im Blickfeld der kleinen Militärstationen. Im Ernstfall konnten die dort diensttuenden Soldaten optische Signale an die nächstliegenden größere Garnisonen versenden. Der mit großem Aufwand betriebene dichte Ausbau der Grenzanlagen in diesem Gebiet hatte seine Ursache in der ernstzunehmenden Bedrohung Pannoniens durch den am gegenüberliegenden Ufer lebenden Stamm der Quaden, der oft als unerbittlicher Gegner Roms auftrat. Den Fundstellen bei Visegrád-Lepence liegt am nordwestlichen Donauufer eine große Landzunge gegenüber, die als mächtiger Sporn des umliegenden Hügellandes den Sankt-Michaels-Berg trägt, den der in ein enges Tal gepresste Strom in einem weiten Bogen umfließen muss. Die südliche und östliche Uferzone der Donau wird durch die unmittelbar hinter dem Fundplatz ansetzenden Lössterrassen und dem dort ansteigenden Pilisgebirge, einer aus dem Miozän stammenden Andesitformation, begrenzt. Kurze Ausläufer des Gebirges reichen fast bis an den schmalen Schwemmlandstreifen des Stroms heran. Aufgrund der geologischen Gegebenheiten besteht das anstehende Gesteinsmaterial am Pilisgebirge aus vulkanischem Verwitterungsschutt, feinerem und gröberen Andesittuff, der an manchen Stellen durch Lößschichten und feinkörnigen Tuff überdeckt wird. Bodenmechanische Untersuchungen deuteten im Überschwemmungsbereich der Donau auf verschiedene Flussbettverschiebungen hin.

## Forschungsgeschichte
Die Erforschung der Baureste am rechten Ufer des Lepence-Bachs, der vom Pilisgebirge kommend durch das Gemeindegebiet der Stadt Visegrád fließt, wurden bereits durch die Vorarbeiten des Archäologen Sándor Soproni (1926–1995) angestoßen. Er mutmaßte für dieses Gebiet bereits einen römischen Wachturm. Erste wissenschaftliche Ausgrabungen waren im Zuge einer archäologischen Prospektion notwendig geworden, als umfassende Vorarbeiten für den Bau einer Donaustufe den Bestand der Bodendenkmäler entlang des Flusses stark gefährdeten. Bei Notgrabungen in den Jahren 1986 bis 1988 konnten zunächst Siedlungsspuren des späten Neolithikums, des frühen Chalkolithikums und der Spätbronzezeit erfasst werden. Daneben kam auch ein erstes römisches Grab aus dem frühen Prinzipat zu Tage (Grab 120 des dazugehörigen Brandgräberfeldes) und es zeigten sich Spuren einer Siedlung der frühen und mittleren Kaiserzeit. Der frühmittelalterlichen Aufsiedlung durch die Magyaren gehörten die Reste freistehender Backöfen aus der Árpádenzeit an. Daneben fand sich noch ein Grubenhaus. Zu der frühárpádenzeitlichen Siedlung gehört auch ein Gräberfeld, das zwischen dem Burgus und dem Gebiet des heutigen Thermalbades lag. Zwischen 1992 und 1997 erfolgte abschließend die Ausgrabung des spätrömischen Burgus. Auch dort fanden sich eine durch den modernen Straßenbau gestörte frühe árpádenzeitliche Bestattung. Nach den Ausgrabungen wurde das Untersuchungsgebiet zwischen der heutigen Landstraße und der Donau teilweise geflutet und teilweise durch Auffüllung überhöht. Alle Ausgrabungen wurden unter der Leitung der Archäologen Dániel Gróh und Péter Gróf durchgeführt. Der ergrabene nordwestliche Teil des spätantiken Burgus blieb in konserviertem Zustand für die Nachwelt erhalten.
Im Zuge einer digitalen Erschließung der ungarischen Denkmäler und Kunstwerke wurde der Burgus im September 2012 mithilfe eines terrestrischen Laserscanners (Leica HDS7000) aufgenommen. Die digitale Dokumentation schloss auch die am Burgus geborgene Bauinschrift und die drei dort aufgefundenen Köpfe antiker Skulpturen ein.

## Baugeschichte

### Burgus Solva 23
Wachturm

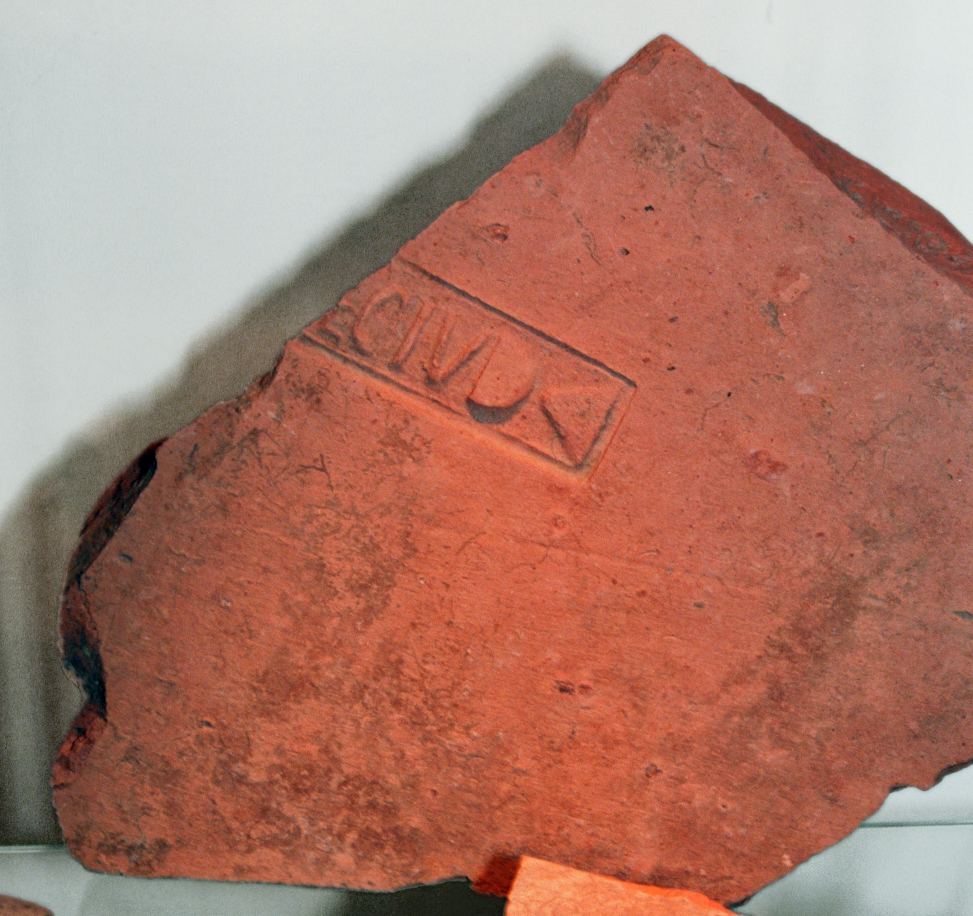
Ziegelstempel der Legio IIII Flavia Felix aus Visegrád-Lepence

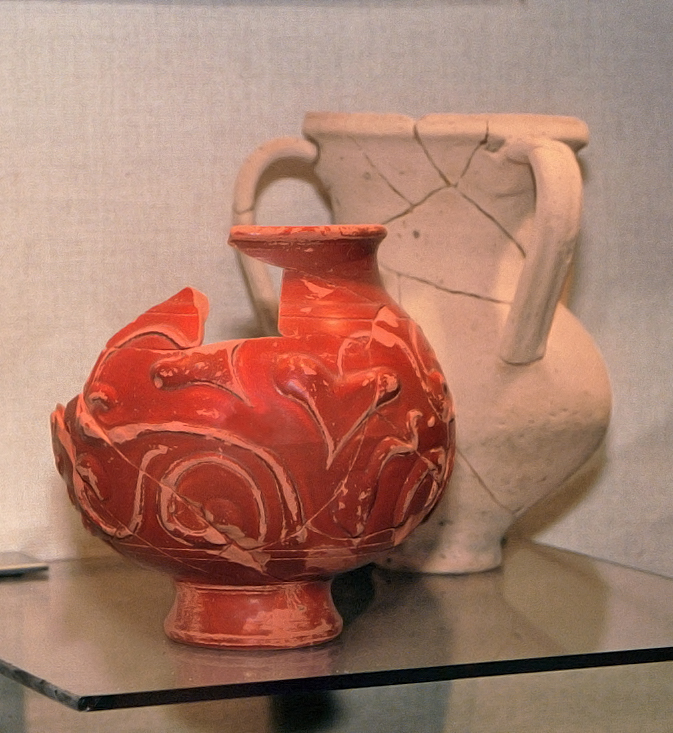
Zwei Fundstücke aus dem Brandgräberfeld. Links ein aus Südgallien stammender Terra-Sigillata-Trinkbecher vom Typ Drag. 54 (um 150 bis um 230 n. Chr.) mit herzblattförmigem floralen Dekor; daneben ein aus weißlichem Ton gefertigter Dreihenkelkrug

Dem spätrömischen Burgus ging ein mittelkaiserzeitlicher Wachturm voraus. Dessen Überreste wurden im Zuge einer archäologischen Prospektion entdeckt, als umfassende Vorarbeiten für den Bau einer Donaustufe den Bestand der Bodendenkmäler entlang des Flusses gefährdeten. Das von 1986 bis 1987 untersuchte Gelände lag im Überschwemmungsbereich der Donau und befand sich nördlich und nordöstlich des Lepence-Baches. Insgesamt wurden der Oberboden und jüngere Kolluvien sowie fluviale Sedimente auf einer Fläche von rund 2500 Quadratmetern abgezogen. Rund 100 Meter von der heutigen Landstraße entfernt kamen dabei in Ufernähe römische Mauerreste aus dem Boden. Das in der älteren Literatur als Wachturm 1 von Visegrád-Lepence bekannt gewordene mittelkaiserzeitliche steinerne Turmfundament umfasste 5 × 5 Meter. Der steinerne Unterbau war nach Ansicht der Ausgräber für einen hölzernen Wachturm errichtete worden. Sein Fundament wies eine Mauerstärke von 0,60 Metern auf und besaß eine innere Raumweite von 3,60 Metern. Der ebenerdige Zugang lag an der dem Fluss gegenüberliegenden Turmseite im Südosten. Um den Turm war ein Rundgraben angelegt worden, der nur von geringer Tiefe war und vor dem Turmeingang aussetzte. Gräben dieser Art an mittelkaiserzeitlichen Wachtürmen werden heute aufgrund ihrer Beschaffenheit vielfach nicht als Verteidigungshindernisse angesehen, sondern gelten als witterungsbedingt angelegte Abzugs- und Traufgräben, die zur Trockenhaltung des Bauwerks dienten. Unmittelbar vor dem Eingang wurde eine Steinschicht freigelegt, die Teil eines römerzeitlichen Laufhorizonts gewesen war. Das Fundmaterial des Turms wies eine große Zahl an römischen Dachziegeln auf, die den Stempel der in Aquincum stationierten LEG II ADI (Legio II Adiutrix) trugen. Der Terminus ante quem kann anhand dieser Stempel in die Zeit vor 214 n. Chr. gelegt werden. Einen weiteren Datierungsanhalt bietet eine geborgene Münze aus der Regierungszeit des Kaisers Septimius Severus (193–211), die noch Stempelglanz besaß.
Brandgräberfeld
Südöstlich des Wachturms – am nordöstlichen Ende der antiken Siedlung – wurde in einem 25 bis 30 Meter langen Streifen entlang der nordwestlichen Flanke der heutigen Landstraße, ein römerzeitliches Brandgräberfeld aufgedeckt. Die moderne Verkehrsverbindung deckt sich in diesem Bereich weitgehend mit der römerzeitlichen Straßentrasse. Die Archäologen und ihre Mitarbeiter legten 120 Gräber frei, die in das 2. und 3. Jahrhundert n. Chr. datierten. Mithilfe des Fundmaterials ließ sich die Belegung des Gräberfeldes zwischen 150 und 240 n. Chr. datieren. Das Münzgut stammte aus den Regierungszeiten der Kaiser Mark Aurel (161–180) bis Maximinus Thrax (235–238). Als Nutzungsschwerpunkt kann die Zeit der Severer (193–235) angesehen werden. Zum Fundgut aus den Gräbern gehörten auch Waffenreste.
Siedlungsbefunde
Die zu den Befunden des 2. und 3. Jahrhunderts gehörende Kulturschicht konnte vom rechten Ufer des Lepence-Baches aus in einer Gesamtausdehnung von rund 100 × 250 Metern erfasst werden. Insgesamt wurden Siedlungsbefunde beiderseits der heutigen Landstraße Nr. 11 angetroffen. Die Stärke der fundführenden Straten konnte mit rund zwei bis 2,20 Metern eingemessen werden. Eine vorrömische Siedlungskontinuität hat es an diesem Ort nicht gegeben. Zwischen den römerzeitlichen Straten und den beobachteten Schichtreihen der spätbronzezeitlichen Urnenfelderkultur aus der Váler Gruppe bestand eine sterile Sperrschicht von 0,20 bis 0,30 Metern. Diese älteren Siedlungsreste konnten in Tiefen von 1,20 bis drei Metern beobachtet werden. Aufgrund der zeitlichen und finanziellen Zwänge gab es keine Möglichkeit, das Areal gründlicher zu untersuchen. Im römerzeitlichen Fundgut fanden sich reichlich Terra-Sigillata-Fragmente, wobei die Waren aus den Rheinzabener und Westerndorfer Manufakturen deutlich überwogen.

### Burgus Solva 35

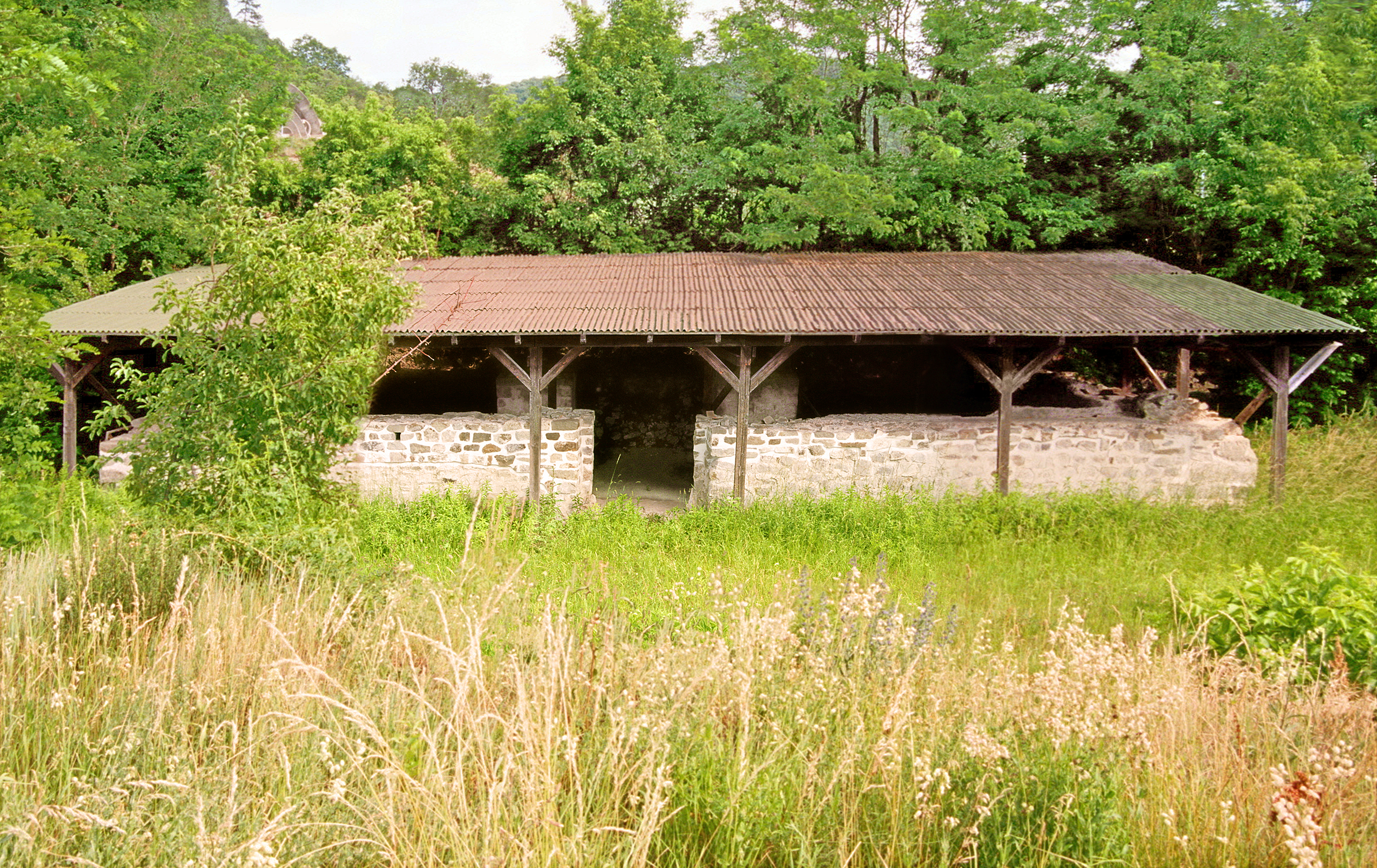
Der unzugängliche Burgus aus nordwestlicher Sicht

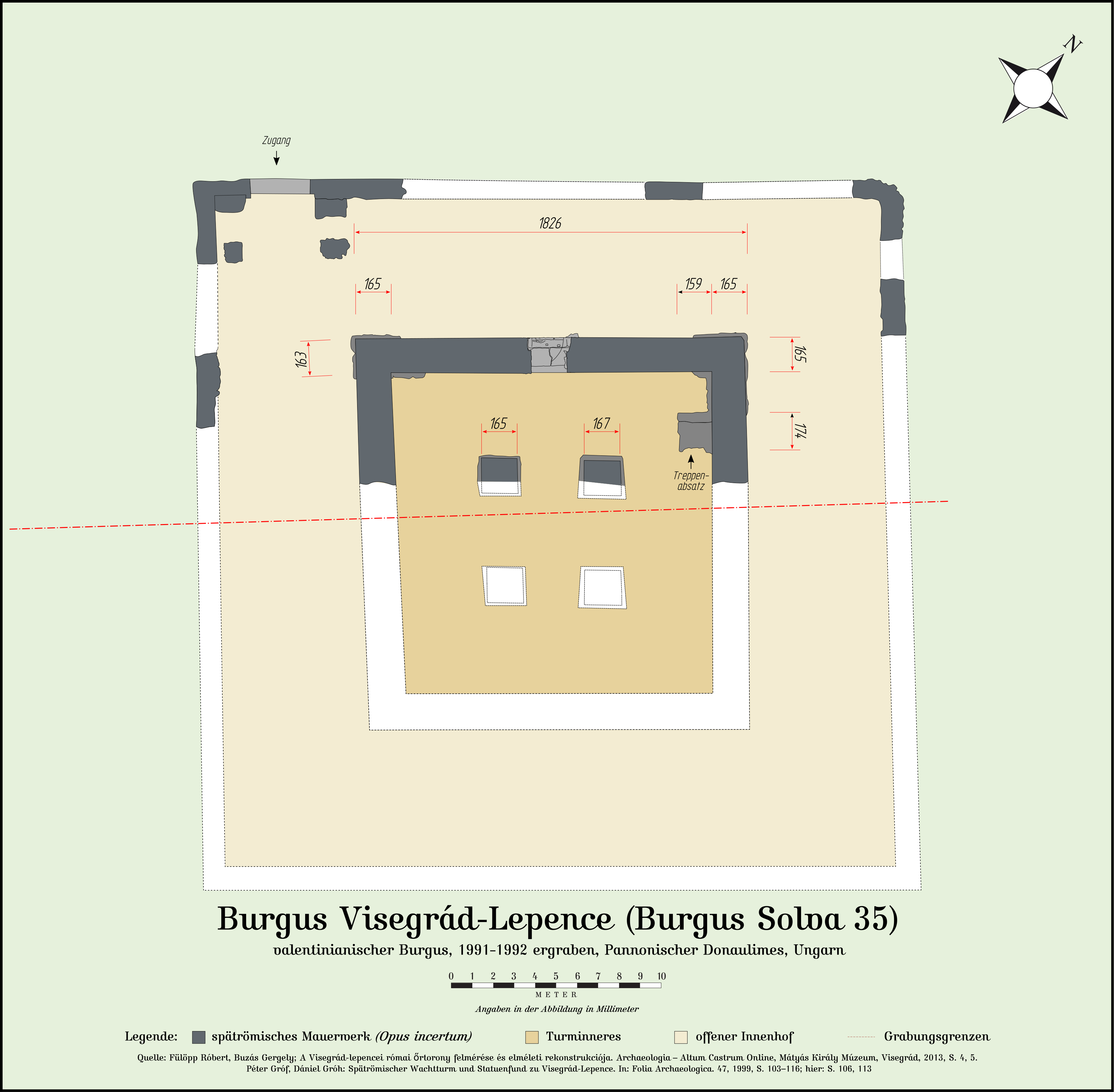
Grundriss des ergrabenen Burgus, der teils noch zwei Meter hoch erhaltene Mauern besaß

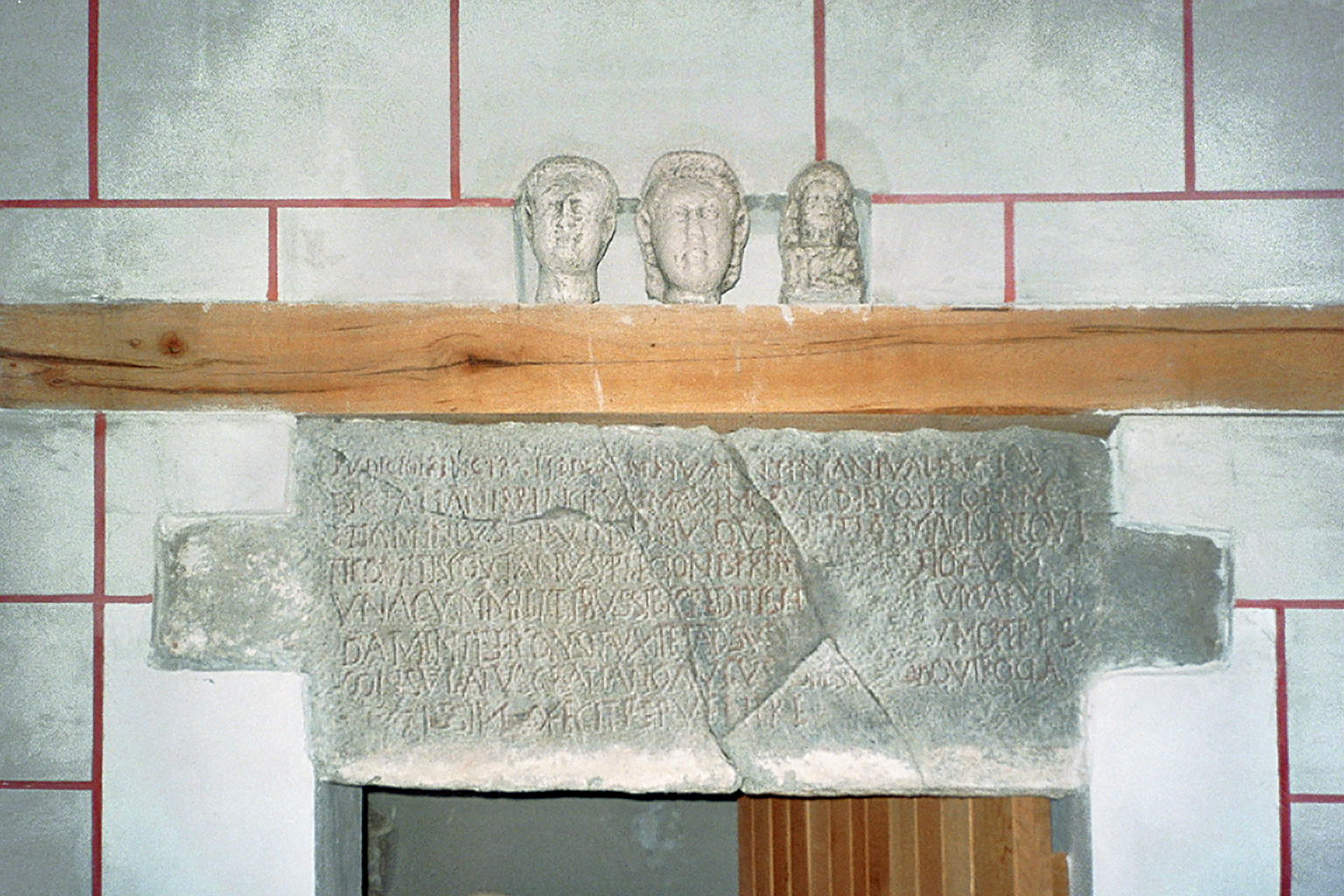
Die Bauinschrift mit den geborgenen drei Kalksteinköpfen im Salomonturm von Visegrád

Dem Thermalbad von Visegrád-Lepence gegenüberliegend, kamen beim Ausbau der Landstraße 11 zu Beginn der 1980er Jahre unter ungeklärten Umständen die bis dahin unbekannten Baureste des Burgus Solva 35 (Wachturm 2 von Visegrád-Lepence) erstmals zu Tage. Dessen Fundamente liegen heute am rechten Ufer des Lepence-Baches und sitzen zu einem Drittel unmittelbar unter der donauseitigen Fahrbahn dieser Straße. Sie wurden bei den Bauarbeiten durch ein neu angelegtes Kanalsystem teilweise zerstört und teilweise unter der damals aufgetragenen Dammschüttung der Trasse unerforscht begraben. Erst 1992 erfuhren die Archäologen Gróf und Gróh von den Geschehnissen, da das zuständige Museum während der Bauarbeiten nicht benachrichtigt worden war. Noch im selben Jahr legten die Wissenschaftler einen Suchschnitt entlang der Landstraße an und stießen dabei auf erste Mauerreste. Durch den für Herbst 1994 geplanten Bau eines Parkplatzes auf dem Areal wurde eine erste Ausgrabung notwendig. Im Jahr darauf und anschließend bis 1997 konnte das außergewöhnlich gut erhaltenen Bauwerk fast bis zur Hälfte freigelegt werden. Weitere Untersuchungen verhinderte die schräg ansetzende moderne Schüttung des Straßendamms.
Kernwerk
Der teilweise noch etwa 1,80 bis 2,20 Meter hoch erhaltene Burgus Solva 35 lag nur 40 Meter vom Burgus Solva 23 entfernt. Das Kernwerk besaß einen Umfang von rund 18,30 × 18,30 Meter und eine Mauerstärke von 1,60 bis 1,66 Meter. Das Mauerwerk wurde als Opus incertum aus Bruchsteinen aufgeführt. Die römischen Handwerker haben dabei den Mörtel zwischen den Steinfugen sorgfältig ausgestrichen und anschließend geglättet. Auf diese Weise erzielten sie eine dekorative Mauerstruktur. Die Ecken des Kernwerks wurden mit quaderförmig hergerichteten Werksteinen verstärkt. Ein leicht hervorspringender Unterbau bildete den architektonischen Abschluss zum damaligen Laufhorizont. Wie bei ähnlichen Anlagen, beispielsweise am Burgus Leányfalu, haben die Ausgräber in seinem Inneren vier im Karree stehende rechteckige Steinsäulen aufgedeckt, die einst als zusätzliche Stützen für die aufgehenden Stockwerke und das Dach errichtet worden waren. Der am Mauerwerk 1,30 Meter tiefe Fundierungsgraben besaß fast senkrechte Wände. Die dort verankerten Fundamente wurden auf ein mehrere Zentimeter starkes Bett aus feinkörnigem fluvialem Schotter errichtet. An den Steinpfeilern war die Fundamentierung sogar 1,50 Meter tief gegründet. Auch an den Oberflächen der nicht sichtbaren Grundmauern waren das Mauerwerk sorgfältig verputzt. Die Untersuchung der Fundamente ermöglichte auch eine stratigraphische Profilaufnahme an den beim Burgusbau durchschnittenen Schichten. Hier ließen sich die älteren römischen und vorgeschichtlichen anthropogenen Straten aufschließen. Es zeigte sich, dass mit der Errichtung des nördlichen Pfeilers ein vormaliger Ofen zerstört wurde. Über dem Ofen steckte ein Terra-Sigillata-Fragment sowie eine gerillte Perle im Profil. Auch an der Innenseite des südlichen Fundierungsgrabens wurden Befunde gesichert. Dort lag über dem anstehenden Boden eine gräulichbraune bindige Schicht und darüber ein schwarz durchgebrannter Streifen. Die Archäologen legten in diesem Bereich eine 1,10 bis × 1,20 Meter große rotgebrannten Fläche frei. Daneben kam eine regelmäßig angelegte 0,60 × 0,60 Meter große Grube zu Tage, die 0,40 Meter tief war. Sie enthielt verbrannte Holzreste und Eisenschlacken. Die durchgebrannte Schicht barg einige wenige Terra-Sigillata-Bruchstücke und weitere frühkaiserzeitliche Keramikreste.
Am zur Donau hin orientierten Eingang, der eine Breite von zwei Metern besaß, konnte noch der aus zwei Teilen bestehende Schwellenstein der Türe in situ aufgedeckt werden. An dem Schwellenstein sind noch deutliche Nutzungsspuren zu erkennen. Neben dem Eingang fanden sich eine zerbrochene, datierbare Bauinschrift aus dem Jahr 371, drei aus Kalkstein gefertigte Köpfe des 4. Jahrhunderts und zwei Löwenfiguren. Die an den Hälsen abgebrochenen Häupter können zu Büsten oder Statuen gehört haben. Das wichtigste Bildnis ist das einer als Spolie wiederverwendeten stattlichen Dame mit Ohrringen, das nachträglich und grob umgearbeitet worden ist. Offensichtlich sollte das Gesicht einen männlichen Charakter erhalten. Der Kopf wurde anschließend so eingemauert, dass Mörtelschichten an Scheitel, Kinn und Ohren erhalten blieben. Damit wurde nicht nur die weibliche Frisur unkenntlich gemacht, sondern wahrscheinlich auch die Ohrringe. Wie sich bei späteren Nachforschungen herausstellte, gehörte der Frauenkopf zu einer zwischen 200 und 300 n. Chr. entstandenen vollfigürlichen Grabplastik aus Aquincum. Die Umarbeitung sollte den Kopf zu einem Kaiserportrait machen. Von den Löwenfiguren ist eine sitzende Plastik fast unbeschädigt, die andere stark zerstört. An der Schnauze des guterhaltenen Exemplars fanden sich Reste einer roten Bemalung. Den Ausgräbern erschien es so, als seien die zum Burgus gehörende Bauinschrift, die 1997 zwei Meter entfernt vor dem Zugang zum Kernwerk entdeckt wurde, sowie die Figuren hastig und nachträglich angebracht worden. Der Untergang des Turms, möglicherweise am Ende des 4. Jahrhunderts, wird durch Brandschutt bezeugt. Diese homogene Schuttschicht füllte den gesamten Innenraum des Kernwerks. Im Burgus fand sich kaum datierbares Material. Die Ausgräber überraschte das fast völlige Fehlen von keramischen Erzeugnissen. Zum Fundgut gehörten neben zwei Münzen aus der Regierungszeit des Kaisers Constantius II. (337–361). auch Bronzemünzen den 360er bis 370er Jahren. Außer einem fragmentierten Ziegelstempel des Terentius dux konnten aus dem Schutt des Burgus auch etliche Stempel des nachfolgenden Frigeridus dux geborgen werden.
Umfassungsmauer und Wehrgraben
Die 0,80 bis einen Meter starke Umfassungsmauer lag 6,40 Meter von der Südwestmauer des Kernwerks entfernt. Im Gegensatz zum eigentlichen Burgus war diese Mauer in nachlässiger Weise errichtet worden. An der Westecke der Umfassungsmauer zeigten sich die Reste des Zugangs zum Innenhof. Dieser war 2,80 Meter breit. Wie leichte Fundamente an diesem Tor vermuten lassen, war dieses wohl durch eine innen anliegende Holzkonstruktion besonders gesichert. Rund 15 bis 15,50 Meter von der Südostwand des Kernwerks entfernt, wurde ein Profilschnitt durch eine schotterige, steinige Bachbettschicht gelegt. In dieser Schicht zeigte sich ein kleiner Abschnitt des Spitzgrabens, der das Bauwerk einst umgab.
Bauinschrift
Erbaut hatte den Burgus die während der Regierungszeit des Kaisers Diokletian (284–305) aufgestellte Legio I Martia. Die aufgedeckte Bauinschrift aus Amphibol-Andesit, bei der sich in den eingemeißelten Buchstaben noch rote Farbe nachweisen ließ, stammt aus dem Jahr 371 und lautet:
Iudicio principali ddd(ominorum) nnn(ostrorum) Val[e]ntiniani Valentis

et Gratiani rrincipum maximorum dispositione{m}

etiam inlustris viri utriusque militiae magistri eoui-

ti comitis Foscianus p(rae)p(ositus) legionis prim[ae Mar]tiorum

una cum militibus sibi creditis h[unc bur]gum a fun-

damentis et construxit et ad sum(m)[am man]um operis

consulatu{s} Gratiano Augus[t]o bis e[t Pr]obo viro cla/rissimo fecit pervenire
Der Text enthält zwei Schreibfehler. So löst sich rrincipum korrekt in principum auf und eouiti wird zu equiti. Da auch vom nächsten Wachturm bei Visegrád-Steinbruch eine Bauinschrift des Jahres 372 erhalten blieb und sich dort – im Gegensatz zum Burgus Solva 35 – ausschließliche Stempel des Frigeridus fanden, wird mit einem Amtswechsel der beiden Duces Terentius und Frigeridus im Jahre 371 gerechnet.
Die Fundamentreste des nahe an einem Parkplatz gelegenen Burgus wurden restauriert, konserviert und mit einem Schutzdach versehen. Das Gelände ist weitläufig mit einem Maschendrahtzaun abgesichert.

## Limesverlauf zwischen dem Burgus Visegrád-Lepence bis zum Kastell Visegrád–Sibrik
| Strecke! Name/Ort | Beschreibung/Zustand                  | |
| ----------------- | ------------------------------------- | --- |
| 3                 | Visegrád-Steinbruch (Burgus Solva 24) | Der darauffolgende, frei zugängliche Burgus 24 (auch als Wachturm 22 bekannt), in der Nähe eines Steinbruchs südlich von Visegrád (Visegrád-Kőbánya), ist ebenfalls hinter der Donauuferstraße gelegen. Das im Inneren 8,90 × 8,90 Meter große Steinturmfundament mit seinen durchschnittlich 1,05 Meter dicken Mauern wurde nach einer Probegrabung im Oktober 1955 bis 1957 umfassend ergraben und 1960 für die Öffentlichkeit konserviert. Seine aus Opus incertum bestehenden Reste auf 1,25 bis 1,35 Meter starken Grundmauern waren einige Jahre zuvor im Zuge einer Obstgartenbepflanzung erstmals ans Licht getreten. Der Bau besaß einen 1,80 Meter breiten Eingang an der donauabgekehrten Nordostseite. Erhalten hatte sich hier ein 1,30 Meter langer Schwellstein. In der nordöstlichen Ecke des Turminneren war ein steinerner Ofen installiert worden. Außerdem konnte im Burgus ein nachträglich auf den römischen Laufhorizont errichteter rechteckiger Stützpfeiler aufgedeckt werden, der einst dabei half, die Stockwerke und das schwere Dach zu tragen. An diesem massiven zentralen Pfeiler fand sich eine dünne Schutt- und Brandschicht. Dies ließ die Ausgräber darauf schließen, dass der Turm schon kurz nach seiner Fertigstellung – vielleicht während des Quadeneinfalls von 374 – wieder abbrannte beziehungsweise beschädigt, danach aber sofort repariert wurde. Im Abstand von 6,60 Metern zum Turm ließ sich ein 4,50 Meter breiter und 1,87 Meter tiefer Graben feststellen. Unmittelbar nach Beginn der Suchgrabung fanden sich in seinem Schutt zwischen dem Burgus-Eingang und der Ostecke die ersten Bruchstücke einer 90 × 101,5 Zentimeter großen und 12,5 Zentimeter starken Kalkstein-Inschriftentafel, die ebenfalls von der Legio I Martia stammte und nach der dieses Bauwerk im Jahre 372 errichtet wurde. Insgesamt konnten noch 10 Fragmente geborgen werden, die rechte obere Hälfte blieb bis heute verschollen. Im Text selbst fehlten in vier Zeilen die letzten und in zwei Zeilen die mittleren Buchstaben. Bei der Rekonstruktion der Inschrift orientierte man sich an einem ähnlichen Exemplar aus Esztergom, deren Inhalt nur aus einem Werk des im 16. Jahrhundert lebenden Humanisten Antonio Bonfini (um 1434–1503) bekannt war. Auffällig sind in Bezug auf den Inhalt auch einige typische spätrömische sprachliche Eigenheiten. Die verlorene Eztergomer Tafel stammte aus dem Jahr 371 und war somit zeitgleich mit der zwischen 1991 und 1994 am Burgus Solva 35 zu Tage gekommenen Inschrift errichtet worden. Beide Funde zeugen davon, dass mindestens der Streckenabschnitt zwischen Estergom und Visegrád-Lepence möglicherweise binne eines Jahres entstanden sein könnte. Neben Münzen Valentinians fanden sich zudem mehrere Ziegelstempel des Dux Frigeridus sowie die Stempel TEMP VR L X G (Legio X Gemina) und TEMP VRS. Stempel des Typs TEMP VRS, die der valentinianischen Zeit angehören, kamen auch an der Turmstelle 15 bei Pilismarót-Duna melléke dűlő vor. Iudicio principali ddd(ominorum) nnn(ostrorum) [Valentiniani] Valentis et Gratiani principum [maximorum] dispositionem(!) etiam inlustris viri [utriusque] [mi]litiae magistri Equiti comitis Fo[scanus] p(rae)p(ositus) legionis primae Martiorum u[na cu]m militibus sibi creditis hunc bu[r]gum a fondamentis(!) et construxit et ad sum(m)am manum operis consulatus Modesti et Arenthei(!) vv(irorum) cc(larissimorum) fecit pervenire |
| 3                 | Visegrád-Fähre (Burgus Solva 25)      | Der nächste 11 × 11 Meter umfassende Burgus 25, ebenfalls hinter der Donaustraße und nahe am Ausfluss des Apát-kúti-Bachs in Visegrád gelegen, ist nur in Teilen erhalten. Seine 1963 untersuchten Reste können in der Unterführung zur Donaufähre besichtigt werden. |
| 3                 | Visegrád-Sibrik (Pone Navata)         | Nordöstlich des letzten Burgus liegen auf einem Hügel die Reste des zu besichtigenden Kastells Visegrád–Sibrik. |

## Fundverbleib
Wichtiges Material aus den Grabungen bei Lepence befindet sich heute im Salomon-Turmmuseum, einer Zweigstelle des Mátyás Király Múzeums in Visegrád. Dort können unter anderem eine 1:1-Teilrekonstruktion des Eingangs zum Burgus Visegrád-Lepence, die beiden Bauinschriften sowie Kleinfunde besichtigt werden.

## Denkmalschutz
Die Denkmäler Ungarns sind nach dem Gesetz Nr. LXIV aus dem Jahr 2001 durch den Eintrag in das Denkmalregister unter Schutz gestellt. Die römischen Wachtürme und Burgi sowie alle anderen Limesanlagen gehört als archäologische Fundstätten nach § 3.1 zum national wertvollen Kulturgut. Alle Funde sind nach § 2.1 Staatseigentum, egal an welcher Stelle der Fundort liegt. Verstöße gegen die Ausfuhrregelungen gelten als Straftat bzw. Verbrechen und werden mit Freiheitsentzug von bis zu drei Jahren bestraft.